# Kangalaksiorvik River
Der Kangalaksiorvik River ist ein etwa 52 km langer Zufluss der Labradorsee im Norden von Labrador in der kanadischen Provinz Neufundland und Labrador.

## Flusslauf
Der Kangalaksiorvik River durchfließt einen Teil des Torngat-Mountains-Nationalparks. Er hat seinen Ursprung in einem namenlosen 610 m hoch gelegenen See in den Torngat Mountains nahe der Provinzgrenze zu Québec. Er fließt anfangs in nördlicher Richtung. Zwischen den Flusskilometern 40 und 47 durchfließt er einen namenlosen See, der eine Flussverbreiterung darstellt. Bei Flusskilometer 25 wendet sich der Kangalaksiorvik River nach Osten. Am Unterlauf befinden sich die Seen Upper Kangalaksiorvik Lake und Lower Kangalaksiorvik Lake. Der Kangalaksiorvik River mündet schließlich in das Kopfende des Kangalaksiorvik-Fjord. Das Einzugsgebiet umfasst eine Fläche von 654 km².

## Flussfauna
Im Flusssystem kommt der Wandersaibling vor.